# Michael James Adams
Michael James Adams est un pilote américain de X-15, né le 5 mai 1930 à Sacramento, et décédé en vol le 15 novembre 1967.

## Biographie
Mike a réussi un baccalauréat en génie aéronautique de l'université de l'Oklahoma.
Il fut pilote dans l'USAF, sélectionné dans le cadre du programme Manned Orbital Laboratory, projet de station spatiale habitée utilisable à des fins militaires et qui a ouvert la voie pour l'Amérique au programme de la navette spatiale en prouvant que les pilotes pourraient fonctionner dans un environnement en apesanteur.
Adams et sa femme, Freida Adams, ont eu trois enfants, Michael Jr., Brent et Liese.

## Vols réalisés
Il fut l'un des huit pilotes de X-15 à franchir l'altitude des 50 miles (un peu plus de 80 km), qui est la frontière de l'espace selon la définition de l'USAF.
Il effectua sept vols sur le X-15. Le 15 novembre 1967, il franchit l'altitude de 266 000 pieds (plus de 81 000 mètres). Lors de la phase de redescente, Adams perdit le contrôle de son avion ; après une chute à plus de Mach 4, son appareil se disloqua à 65 000 pieds (près de 20 000 mètres d'altitude), tuant son pilote sur le coup aux alentours de Johannesburg (Californie).
Son nom est inscrit sur le mémorial de la NASA. C'est le seul pilote tué en vol d'essai sur X-15.